# MAPPA
MAPPA Co., Ltd. (Nhật: 株式会社MAPPA Hepburn: Kabushiki-gaisha Mappa) là một xưởng phim hoạt hình Nhật Bản. Xưởng phim được thành lập vào ngày 14 tháng 6 năm 2011 bởi cựu sáng lập và cựu nhà sản xuất phim của Madhouse, Maruyama Masao. MAPPA nổi tiếng với công việc chuyển thể một số anime như Sakamichi no Aporon, Zankyō no Teroru, Yuri!!! on Ice, Góc khuất của thế giới, Kakegurui, Banana Fish, Jujutsu Kaisen và mùa cuối của Attack on Titan.
"MAPPA" là tên viết tắt của "Maruyama Animation Produce Project Association". Vào tháng 4 năm 2016, Maruyama hạ chức CEO của ông trong MAPPA để giữ chức chủ tịch hội đồng quản trị; cùng năm đó, ông thành lập xưởng phim Studio M2 (スタジオM2).

## Tác phẩm

### Phim truyền hình
| Tựa đề                                              | Đạo diễn                             | Bắt đầu phát sóng | Kết thúc phát sóng | Số tập | Ghi chú                                                                                             | Nguồn         |
| --------------------------------------------------- | ------------------------------------ | ----------------- | ------------------ | ------ | --------------------------------------------------------------------------------------------------- | ------------- |
| Sakamichi no Aporon                                 | Watanabe Shinichirō                  | 12 tháng 4, 2012  | 28 tháng 6, 2012   | 12     | Dựa trên bộ manga của Kodama Yuri. Đồng sản xuất với Tezuka Productions.                            |               |
| Teekyu                                              | Itagaki Shin                         | 7 tháng 10, 2021  | 22 tháng 12, 2013  | 36     | Sản xuất thành 3 mùa phim dựa trên bộ manga của Roots.                                              |               |
| Hajime no Ippo: Rising                              | Shishido Jun                         | 5 tháng 10, 2013  | 29 tháng 3, 2014   | 25     | Phần tiếp theo của Hajime no Ippo: New Challenger. Đồng sản xuất với Madhouse.                      |               |
| Zankyō no Teroru                                    | Watanabe Shinichirō                  | 10 tháng 7, 2014  | 25 tháng 9, 2014   | 11     | Tác phẩm gốc                                                                                        | [ 6 ]         |
| GARO -Honō no Kokuin-                               | Yūichirō Hayashi                     | 3 tháng 10, 2014  | 27 tháng 3, 2015   | 24     | Tác phẩm gốc. Dựa trên phim tokusatsu GARO.                                                         |               |
| Shingeki no Bahamut: Genesis                        | Sato Keiichi                         | 6 tháng 10, 2014  | 29 tháng 12, 2014  | 12     | Dựa trên trò chơi Rage of Bahamut.                                                                  | [ 7 ]         |
| Punch Line                                          | Uemura Yutaka                        | 9 tháng 4, 2015   | 25 tháng 6, 2015   | 12     | Tác phẩm gốc                                                                                        | [ 8 ]         |
| Ushio to Tora                                       | Nishimura Satoshi                    | 3 tháng 7, 2015   | 24 tháng 6, 2016   | 39     | Dựa trên bộ manga của Fujita Kazuhiro. Đồng sản xuất với Studio VOLN.                               | [ 9 ]         |
| GARO -Guren no Tsuki-                               | Wakabayashi Atsushi                  | 9 tháng 10, 2015  | 1 tháng 4, 2016    | 23     | Tác phẩm gốc. Mùa thứ hai của GARO: The Animation.                                                  | [ 10 ] [ 11 ] |
| Days                                                | Uda Kōnosuke                         | 2 tháng 7, 2016   | 18 tháng 12, 2016  | 24     | Dựa trên bộ manga của Tsuyoshi Yasuda.                                                              | [ 12 ]        |
| Yuri!!! on Ice                                      | Yamamoto Sayo Shishido Jun           | 6 tháng 10, 2016  | 21 tháng 12, 2016  | 12     | Tác phẩm gốc                                                                                        | [ 13 ]        |
| Idol Jihen                                          | Yoshida Daisuke                      | 8 tháng 1, 2017   | 27 tháng 3, 2017   | 12     | Dựa trên một dự án thương hiệu truyền thông của Mages. Đồng sản xuất với Studio VOLN.               |               |
| Shingeki no Bahamūto: Virgin Soul                   | Keiichi Sato                         | 7 tháng 4, 2017   | 29 tháng 9, 2017   | 24     | Phần tiếp theo của Rage of Bahamut: Genesis.                                                        | [ 14 ] [ 15 ] |
| GARO -VANISHINH LINE-                               | Park Sunghoo                         | 6 tháng 10, 2017  | 30 tháng 3, 2018   | 24     | Tác phẩm gốc. Mùa thứ ba của GARO: The Animation'.                                                  | [ 16 ]        |
| Inuyashiki                                          | Sato Keiichi Yabuta Shuhei           | 12 tháng 10, 2017 | 22 tháng 12, 2017  | 11     | Dựa trên bộ manga của Oku Hiroya.                                                                   | [ 17 ]        |
| Kakegurui                                           | Hayashi Yūichirō                     | 1 tháng 7, 2017   | 23 tháng 9, 2017   | 12     | Dựa trên bộ manga của Kawamoto Homura.                                                              | [ 18 ] [ 19 ] |
| Shōkoku no Arutairu                                 | Furuhashi Kazuhiro                   | 7 tháng 7, 2017   | 22 tháng 12, 2017  | 24     | Dựa trên manga của Katō Kotono.                                                                     | [ 20 ] [ 21 ] |
| Banana Fish                                         | Utsumi Hiroko                        | 5 tháng 7, 2018   | 20 tháng 12, 2018  | 24     | Dựa trên bộ manga của Yoshida Akimi.                                                                | [ 22 ]        |
| Zombie Land Saga                                    | Sakai Munehisa                       | 4 tháng 10, 2018  | 20 tháng 12, 2018  | 12     | Tác phẩm gốc. Đồng sản xuất cùng Avex Pictures và Cygames.                                          | [ 23 ] [ 24 ] |
| Dororo                                              | Furuhashi Kazuhiro                   | 7 tháng 1, 2019   | 24 tháng 6, 2019   | 24     | Dựa trên bộ manga của Tezuka Osamu. Đồng sản xuất với Tezuka Productions.                           | [ 25 ]        |
| Kakegurui ××                                        | Hayashi Yūichirō Matsuda Kiyoshi     | 8 tháng 1, 2019   | 26 tháng 3, 2019   | 12     | Phần tiếp theo của Kakegurui.                                                                       | [ 26 ]        |
| Sarazanmai                                          | Nobuyuki Takeuchi Kunihiko Ikuhara   | 11 tháng 4, 2019  | 20 tháng 6, 2019   | 11     | Tác phẩm gốc. Đồng sản xuất với Lapin Track.                                                        | [ 27 ] [ 28 ] |
| Katsute Kami Datta Kemono-tachi e                   | Jun Shishido                         | 1 tháng 7, 2019   | 16 tháng 9, 2019   | 12     | Dựa trên bộ manga của Maybe.                                                                        | [ 29 ] [ 30 ] |
| Granblue Fantasy the Animation (mùa 2)              | Umemoto Yui                          | 4 tháng 10, 2019  | 27 tháng 12, 2019  | 12     | Dựa trên trò chơi điện tử Granblue Fantasy. Phần tiếp theo của Granblue Fantasy the Animation.      | [ 31 ]        |
| Uchi Tama!? ~Uchi no Tama Shirimasen ka?            | Matsuda Kiyoshi                      | 9 tháng 1, 2020   | 19 tháng 3, 2020   | 11     | Dựa trên một loạt phim của Sony Creative Products Inc. Đồng sản xuất với Lapin Track.               | [ 32 ]        |
| Dorohedoro                                          | Hayashi Yūichirō                     | 12 tháng 1, 2020  | 29 tháng 3, 2020   | 12     | Dựa trên bộ manga của Q Hayashida.                                                                  | [ 33 ]        |
| Listeners                                           | Hiroaki Ando                         | 3 tháng 4, 2020   | 19 tháng 6, 2020   | 12     | Tác phẩm gốc.                                                                                       | [ 34 ] [ 35 ] |
| The God of High School                              | Park Sunghoo                         | 6 tháng 7, 2020   | 28 tháng 9, 2020   | 12     | Dựa trên bộ webtoon manhwa của Yongje Park.                                                         | [ 36 ] [ 37 ] |
| Mr Love: Queen's Choice                             | Sakai Munehisa                       | 15 tháng 7, 2020  | 30 tháng 9, 2020   | 12     | Dựa trên một trò chơi điện tử của Elex.                                                             | [ 38 ] [ 39 ] |
| Jujutsu Kaisen                                      | Park Sunghoo                         | 3 tháng 10, 2020  | 27 tháng 3, 2021   | 24     | Dựa trên bộ manga của Akutami Gege.                                                                 | [ 40 ] [ 41 ] |
| Taizou Samurai                                      | Shizimu Hisatoshi                    | 11 tháng 10, 2020 | 20 tháng 12, 2020  | 11     | Tác phẩm gốc                                                                                        | [ 42 ] [ 43 ] |
| Shingeki no Kyojin: The Final Season                | Shishido Jun Hayashi Yūichirō        | 7 tháng 12, 2020  | 28 tháng 3, 2021   | 16     | Phần đầu trong mùa cuối cùng của Shingeki no Kyojin; dựa trên bộ manga cùng tên của Isayama Hajime. | [ 44 ] [ 45 ] |
| Zombie Land Saga Revenge                            | Sakai Munehisa                       | 8 tháng 4, 2021   | 24 tháng 6, 2021   | 12     | Phần tiếp theo của Zombie Land Saga.                                                                | [ 46 ]        |
| Re-Main                                             | Masafumi Nishida Matsuda Kiyoshi     | 4 tháng 7, 2021   | 3 tháng 10, 2021   | 12     | Tác phẩm gốc.                                                                                       | [ 47 ]        |
| Heion Sedai no Idaten-tachi                         | Kidokoro Seimei                      | 23 tháng 7, 2021  | 28 tháng 9, 2021   | 11     | Dựa trên bộ manga của Amahara.                                                                      | [ 48 ]        |
| takt op.Destiny                                     | Itou Yuuki                           | 6 tháng 10, 2021  | 22 tháng 12, 2022  | 12     | Dựa trên một dự án ân nhạc của Bandai Namco Arts và DeNA. Đồng sản xuất với Madhouse.               | [ 49 ]        |
| Shingeki no Kyojin: The Final Season Part 2         | Shishido Jun (tổng) Hayashi Yūichirō | 10 tháng 1, 2022  | 4 tháng 4, 2022    | 12     | Phần hai trong mùa cuối cùng của Shingeki no Kyojin.                                                | [ 50 ]        |
| Dance Dance Danseur                                 | Sakai Munehisa                       | 9 tháng 4, 2022   | 17 tháng 6, 2022   | 11     | Dựa trên bộ manga của Asakura George.                                                               | [ 51 ]        |
| Chainsaw Man                                        | Nakayama Ryū                         | 12/10/2022        | 28/12/2022         | 12     | Dựa trên bộ manga của Fujimoto Tatsuki.                                                             | [ 52 ]        |
| Vinland Saga (mùa 2)                                | Yabuta Shūhei                        | 8 tháng 1, 2023   | 20 tháng 6, 2023   | 24     | Dựa trên manga của Yukimura Makoto.                                                                 | [ 53 ]        |
| Tondemo Sukiru de Isekai Hōrō Meshi                 | Matsuda Kiyoshi                      | 11 tháng 1, 2023  | 29 tháng 3, 2023   | 12     | Dựa trên light novel của Eguchi Ren.                                                                | [ 54 ]        |
| Shingeki no Kyojin: The Final Season - Kanketsu-hen | Hayashi Yuichiro                     | 4 tháng 3, 2023   | 5 tháng 11, 2023   | 2      | Phần kết trong mùa cuối cùng của Shingeki no Kyojin.                                                | [ 55 ] [ 56 ] |
| Jigokuraku                                          | Makita Kaori                         | 1 tháng 4/2023    | 1 tháng 7/2023     | 13     | Dựa trên manga của Kaku Yūji.                                                                       | [ 57 ]        |
| Jujutsu Kaisen (mùa 2)                              | Goshozono Shōta                      | 6 tháng 7, 2023   | 28 tháng 12, 2023  | 23     | Phần tiếp theo của Jujutsu Kaisen.                                                                  | [ 58 ]        |
| Bucchigiri?!                                        | Utsumi Hiroko                        | 13 tháng 1, 2024  | 6 tháng 4, 2024    | 12     | Tác phẩm gốc.                                                                                       | [ 59 ]        |
| Bōkyaku Battery                                     | Nakazono Makoto                      | 10 tháng 4, 2024  | 3 tháng 7, 2024    | 12     | Dựa trên manga của Mikawa Eko.                                                                      | [ 60 ]        |
| Ranma 1/2                                           | Nakazono Makoto                      | 6 tháng 10, 2024  |                    |        | Chuyển thể từ manga của Takahashi Rumiko.                                                           | [ 61 ]        |
| Zenshu.                                             | Yamasaki Mitsue                      | tháng 1, 2025     |                    |        | Tác phẩm nguyên tác.                                                                                | [ 62 ]        |
| Lazarus                                             | Watanabe Shinichirō                  | 2025              |                    |        | Tác phẩm nguyên tác.                                                                                | [ 63 ]        |
| Jujutsu Kaisen: Shimetsu Kaiyū                      | TBA                                  | TBA               | TBA                | TBA    | Phần tiếp theo của Jujutsu Kaisen.                                                                  | [ 64 ]        |

### Phim anime điện ảnh
| Tựa đề                                        | Đạo diễn         | Ngày phát hành    | Thời lượng | Ghi chú                                               | Nguồn         |
| --------------------------------------------- | ---------------- | ----------------- | ---------- | ----------------------------------------------------- | ------------- |
| GARO: Divine Flame                            | Hayashi Yūichirō | 21 tháng 5, 2016  | 78 phút    | Phần nối tiếp của GARO -Honō no Kokuin-.              | [ 65 ]        |
| Góc khuất của thế giới                        | Katabuchi Sunao  | 12 tháng 11, 2016 | 129 phút   | Chuyển thể từ bộ manga của Kōno Fumiyo.               | [ 66 ]        |
| Chú thuật hồi chiến 0                         | Park Sunghoo     | 24 tháng 12, 2021 | 105 phút   | Phần tiền truyện của Jujutsu Kaisen.                  | [ 67 ]        |
| Alice to Therese no Maboroshi Kōjō            | Okada Mari       | 15 tháng 9, 2023  | 110 phút   | Tác phẩm gốc.                                         | [ 68 ]        |
| Inazuma Eleven: Aratanaru Eiyū-tachi no Joshō | Hino Akihiro     | 27 tháng 12, 2024 |            | Dựa theo trò chơi điện tử Inazuma Eleven.             | [ 69 ]        |
| Versailles no Bara                            | Yoshimura Ai     | 2025              | TBA        | Chuyển thể từ manga của Ikeda Riyoko.                 | [ 70 ]        |
| Zombie Land Saga                              | TBA              | TBA               | TBA        | Bộ phim mới về Zombie Land Saga.                      | [ 71 ]        |
| Gekijōban Chainsaw Man Reze-hen               | TBA              | TBA               | TBA        | Phần tiếp theo của Chainsaw Man.                      | [ 72 ]        |
| Yuri on Ice Gekijō-ban: Ice Adolescence       | Yamamoto Sayo    | Bị hủy bỏ         |            | Có liên quan đến bộ anime truyền hình Yuri!!! on Ice. | [ 73 ] [ 74 ] |

### OVA/ Tập đặc biệt
| Năm  | Tựa đề                                                                      | Đạo diễn                   | Thời điểm phát hành             | Số tập | Ghi chú                                                                 | Tham khảo     |
| ---- | --------------------------------------------------------------------------- | -------------------------- | ------------------------------- | ------ | ----------------------------------------------------------------------- | ------------- |
| 2017 | Yuri!!! on Ice: Yuri Plisetsky GBF in Barcelona EX "Welcome to the Madness" | Yamamoto Sayo Jun Shishido | 26 tháng 5, 2017                | 1      | Tập phim liên quan đến Yuri!!! on Ice.                                  | [ 75 ]        |
| 2017 | Days: OVA                                                                   | Uda Kōnosuke               | 17 tháng 3, 2017                | 2      |                                                                         | [ 76 ]        |
| 2017 | Kakegurui: Compulsive Gambler Picture Drama                                 | Hayashi Yūichirō           | 13 tháng 10 – 15 tháng 12, 2017 | 3      |                                                                         |               |
| 2018 | Days: Touin Gakuen-sen!                                                     | Uda Kōnosuke               | 16 tháng 3 – 17 tháng 7, 2018   | 3      | Phần nối tiếp của Days.                                                 | [ 77 ]        |
| 2018 | Sex: Prologue                                                               | Sayo Yamamoto              | 7 tháng 5, 2018                 | 1      | Video kỉ niệm 30 năm sáng tác bộ manga của Kamijo Atsushi.              | [ 78 ] [ 79 ] |
| 2020 | Granblue Fantasy the Animation Season 2 Extras: Mōu Hitotsu no Tabiji       | Yui Umemoto                | 27 tháng 3, 20200               | 2      | Tập phim bổ sung liên quan đến Granblue Fantasy the Animation Season 2. | [ 80 ] [ 81 ] |
| 2020 | Dorohedoro: Ma no Omake                                                     | Hayashi Yūichirō           | 17 tháng 6, 2020                | 6      |                                                                         | [ 82 ]        |

### ONA
| Tiêu đề                                       | Đạo diễn                              | Ngày phát hành    | Số tập | Ghi chú                                                                       | Nguồn  |
| --------------------------------------------- | ------------------------------------- | ----------------- | ------ | ----------------------------------------------------------------------------- | ------ |
| Bōkyaku Battery                               | Shinohara Parako                      | 11 tháng 10, 2020 | 1      | Dựa trên bộ manga của Mikawa Eko                                              | [ 83 ] |
| Yasuke                                        | Takeru Satou, LeSean Thomas           | 29 tháng 4, 2021  | 6      | Tác phẩm nguyên tác.                                                          | [ 84 ] |
| Kakegurui Twin                                | Hayashi Yuichiro (tổng), Makita Kaori | 4 tháng 8, 2022   | 6      | Ngoại truyện của Kakegurui, chuyển thể từ manga cùng tên của Kawamoto Homura. | [ 85 ] |
| Vinland Saga Season 2: Drowning in the Shadow |                                       | 14 tháng 2, 2023  | 1      | Tập phim nguyên tác của Vinland Saga.                                         | [ 86 ] |